# ライノ・ピータース
ライノ・ピータース（Ryno Pieterse、1998年8月6日 - ）は、南アフリカ共和国出身のラグビーユニオン選手。ジャパンラグビーリーグワンの花園近鉄ライナーズに所属している。

## 経歴
南アフリカスクールズ代表を経る。
2020年1月、21歳で、ブルズとしてスーパーラグビーに出場し、シャークス戦でデビュー。
2020年7月、フランストップ14のカストルに加入した。
2024年、フランス2部リーグ・プロD2のFCグルノーブルに移籍。
2025年7月、ジャパンラグビーリーグワンの花園近鉄ライナーズへの加入を発表した。